# VAW-120
Il Carrier Airborne Early Warning Squadron 120 (VAW-120) è uno squadrone di sorveglianza aerea della Marina degli Stati Uniti responsabile dell'addestramento degli equipaggi destinati al E-2D Hawkeye e del C-2 Greyhound.

## Storia
La squadriglia è stata originariamente istituita il 6 luglio 1948 come Carrier Airborne Early Warning Squadron 2 (VAW-2) a NAS Oceana. Successivamente venne trasferito al NAS Norfolk.

### Anni '60
Nel luglio 1966, il VAW-12 ricevette il primo E-2A Hawkeye e fornì i distaccamenti utilizzando due diversi velivoli a bordo di dieci portaerei della flotta atlantica oltre al personale di addestramento per quei distaccamenti. Con oltre 200 ufficiali e 800 membri del personale arruolato, il VAW-12 fu riorganizzato come Air Wing e il 1º aprile 1967, l'ammiraglio T.E. Moore, comandante in capo della flotta atlantica degli Stati Uniti, incaricò il Carrier Airborne Early Warning Wing Twelve con sei squadriglie operative. Successivamente ribattezzato RVAW-120, divenne l'Atlantic Fleet Replacement Squadron (FRS).

### Anni '70
La squadriglia ricevette l'E-2B Hawkeye nel 1970, seguito dall'arrivo dell'E-2C il 31 maggio 1973. Con la consegna del primo velivolo Advanced Radar Processing System (ARPS) nel 1978, l'RVAW-120 addestrò gli ufficiali aviatori navali (Naval flight officer – NFO), tecnici di volo e personale di manutenzione con entrambi i radar APS-120 e APS-125. Ciò continuò fino al 1980, quando tutte le squadriglie VAW della costa orientale completarono la transizione all'APS-125.

### Anni '80
Nel 1983, il RVAW-120 divenne ufficialmente VAW-120, riflettendo il carico di lavoro di una squadriglia della flotta e di una squadriglia di addestramento. L'addestramento NFO venne spostato in un nuovo sito nell'aprile 1983. Anche l'addestramento dei piloti venne spostato nel nuovo edificio di addestramento E-2 alla fine del 1984 per il consolidamento della missione di addestramento. Nel giugno del 1985, il VAW-120 ricevette i primi C-2A riapprovvigionati consegnati alla Marina. Questa consegna segnò l'inizio di un programma di approvvigionamento a lungo raggio progettato per migliorare notevolmente la capacità di consegna a bordo delle portaerei (COD) per i gruppi di battaglia delle navi. L'aggiunta del C-2A Greyhound riapprovvigionato portò un'ulteriore responsabilità nel creare un nuovo programma di addestramento per i piloti e gli equipaggi degli squadroni di supporto logistico della flotta VRC-30 e VRC-40 che includevano le prime qualifiche di portatore notturno C-2A.

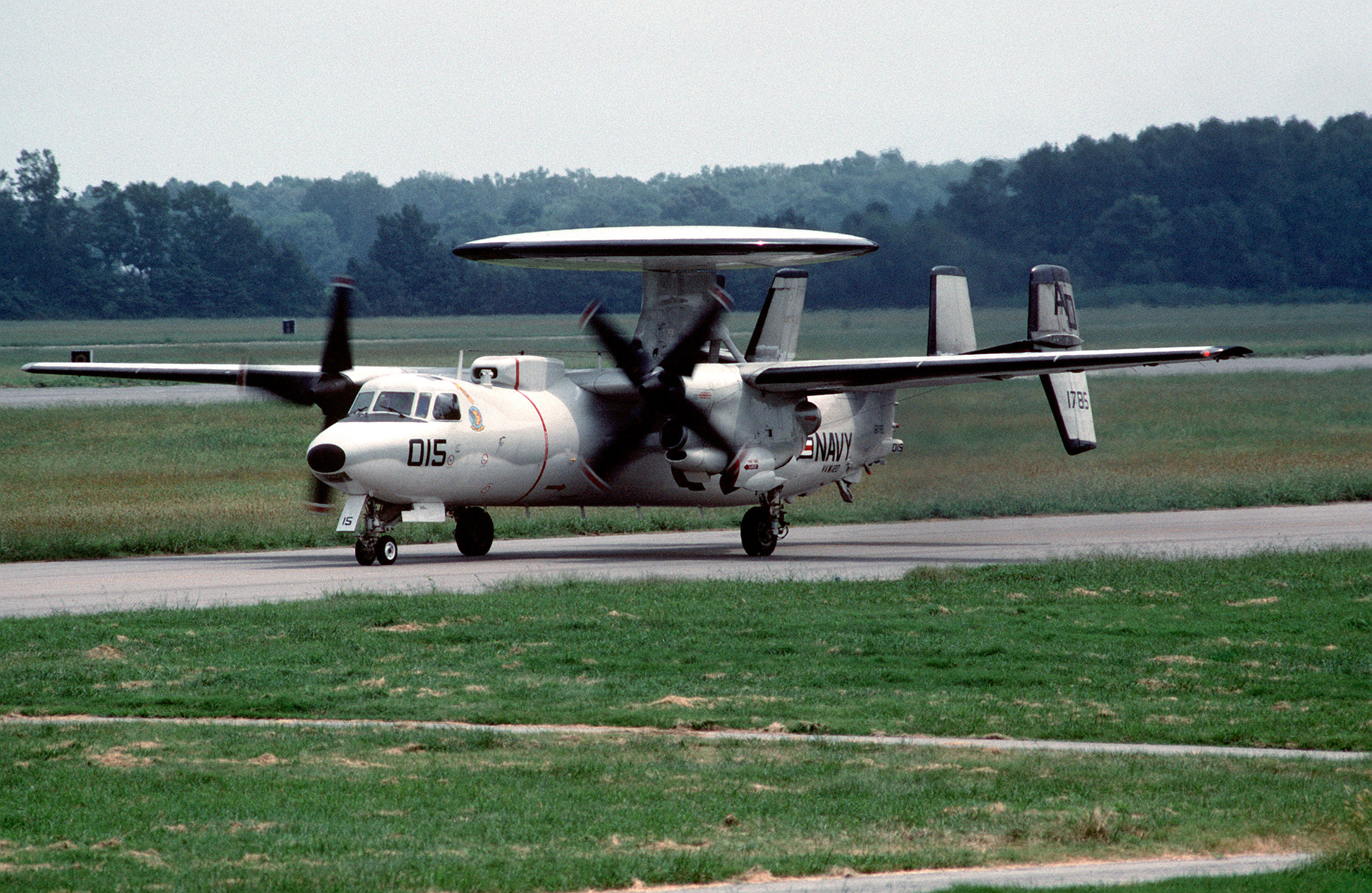
Un E-2C Hawkeye del VAW-120 al NAS Oceana nel 1989

### Anni '90
Nel novembre 1993, il VAW-120 ricevette il suo primo aereo E-2C+. L'E-2C continuò la sua crescita tecnologica e nel febbraio 1994 il comando prese in custodia il suo primo velivolo E-2C (Gruppo II). Questa versione dell'E-2C introdusse il radar APS-145 e il Global Positioning System (GPS) per aiutare nella navigazione. Il VAW-120 diventò la squadriglia di rimpiazzo della flotta a sito singolo nel settembre 1994 quando il VAW-110, la sua controparte della costa occidentale, venne disattivato.

### Anni 2000
In risposta agli attacchi dell'11 settembre, il VAW-120 lanciò aerei a sostegno delle operazioni di difesa negli USA. Le loro missioni includevano sorveglianza aerea, ritrasmissione a terra e gestione dei binari lungo la costa orientale.

### Anni 2010
Nel 2010, il VAW-120 ricevette il suo primo velivolo C-2A Greyhound aggiornato con una nuova elica a 8 pale. Inoltre, il VAW-120 ricevette l'E-2D Advanced Hawkeye.
Il 9 settembre 2019 il VAW-120 ha ricevuto i suoi primi E-2D, dotati di sonda per il rifornimento in volo. Attualmente il reparto sta addestrando i piloti per questa nuova possibilità.

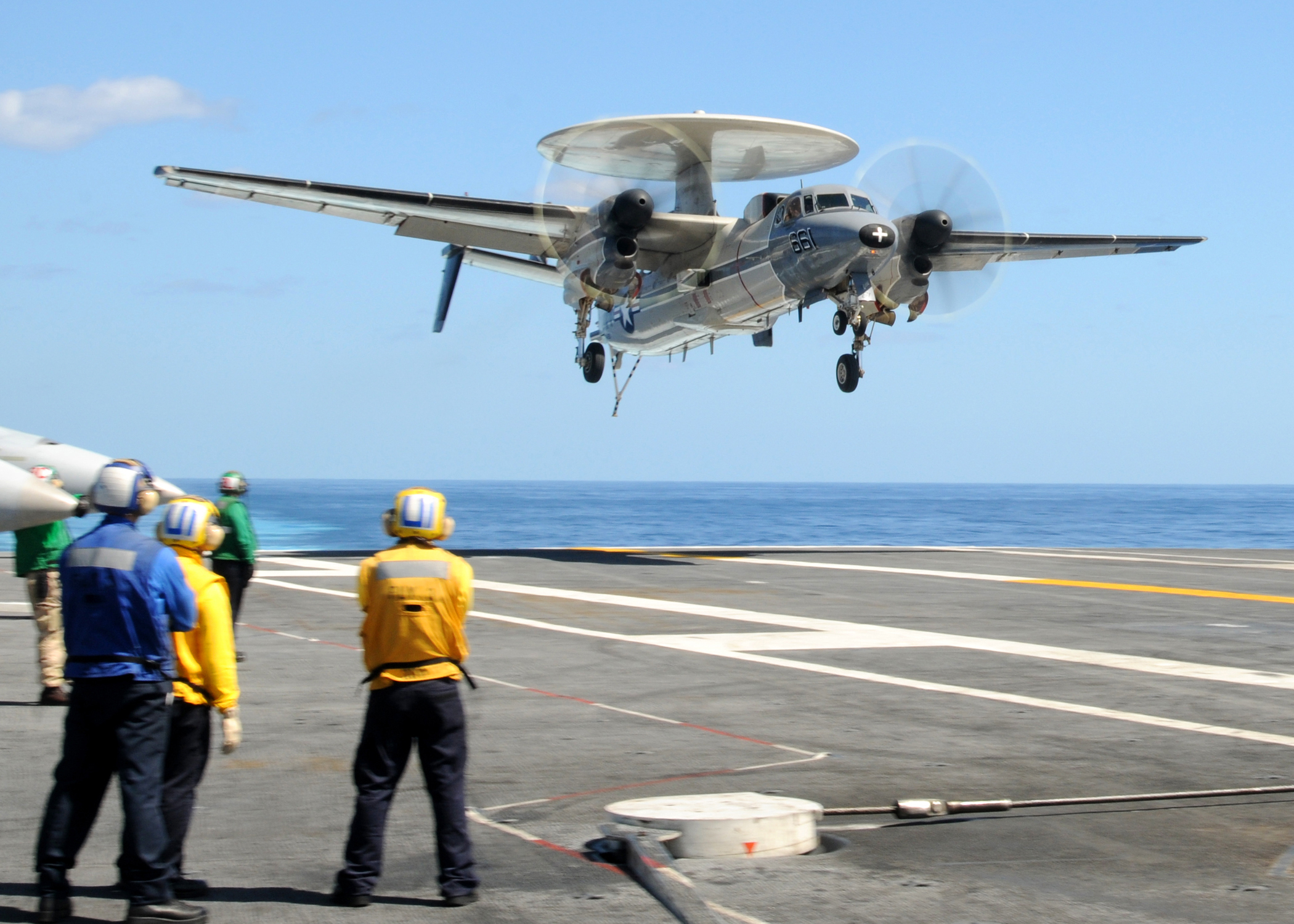
Un E-2C del VAW-120 che atterra a bordo della USS George H. W. Bush